# Питер Пэн и Венди (фильм)
«Питер Пэн и Венди» (англ. Peter Pan & Wendy) — американский фэнтезийный приключенческий фильм режиссёра Дэвида Лоури, снятый по его же сценарию, написанному совместно с Тоби Хэлбруксом. Фильм является киноадаптацией к мультфильму «Питер Пэн» 1953 года, основанного на одноимённой сказочной повести Джеймса Мэтью Барри. В фильме снялись Александр Молони (в его дебюте) в роли Питера и Эвер Андерсон в роли Венди. Джуд Лоу, Яра Шахиди, Алиса Вапанатанк, Джошуа Пикеринг, Якоби Джуп, Молли Паркер, Алан Тьюдик и Джим Гэффиган появляются во второстепенных ролях.
Разработка фильма «Питер Пэн» началась 13 апреля 2016 года с режиссёром Лоури. Было объявлено, что Лоури пишет сценарий к фильму с Холбруком, в то время как производственная команда расширилась на следующие четыре года из-за работы над сценарием ремейка. Название фильма было объявлено 7 января 2020 года. Производство должно было начаться в апреле 2020 года и завершиться в августе того же года, но было отложено из-за пандемии COVID-19. Съёмки начались в марте 2021 года в Ванкувере, Британская Колумбия. Они также проходили в августе 2021 года на полуострове Бонависта в Ньюфаундленде и Лабрадоре и на Фарерских островах.
Премьера фильма состоялась 28 апреля 2023 года сервисе Disney+.

## Сюжет
Венди Дарлинг, молодая девушка, которая боится оставить свой дом детства, встречает Питера Пэна, мальчика, который не хочет взрослеть. Вместе со своими братьями Майклом и Джоном и крошечной феей Динь-Динь она путешествует с Питером в волшебный мир Нетландию. Там Венди встречает злого пиратского капитана Крюка и отправляется в захватывающее и опасное приключение, которое навсегда изменит её жизнь.

## В ролях
- Александр Молони — Питер Пэн[3][4][5]
- Эвер Андерсон — Венди Дарлинг[3][4]
  - Кэсси Ван Вольде — взрослая Венди
  - Дебора Рэмси — подросшая Венди
- Джуд Лоу — Капитан Крюк[6][7]
- Алиса Вапанатанк — Тигровая Лилия
- Джим Гэффиган — мистер Сми[8]
- Джошуа Пиккеринг — Джон Дарлинг
- Якоби Джуп — Майкл Дарлинг
- Молли Паркер — Мэри Дарлинг
- Алан Тьюдик — Джордж Дарлинг
- Яра Шахиди — Динь-Динь
- Флоренс Бенсберг — Карли
- Себастьян Биллингсли-Родригес — Нибс
- Ноа Мэтьюз Матофски — Слайтли
- Кэлан Эди — Тутлз
- Скайлер Йейтс — первый близнец
- Келли Йейтс — второй близнец
- Диана Цой — Бёрди
- Феликс де Соуза — Беллвезер
- Джон ДеСантис — Билл Джукс
- Гарфилд Уилсон — Гёрли
- Иэн Трейси — Саллипорт
- Марк Ачесон — Олд Клемсон
- Джесси Джеймс Пирс — Скайлайт

## Производство

### Разработка
В апреле 2016 года было объявлено, что Walt Disney Pictures разрабатывает киноадаптацию мультфильма «Питер Пэн». Дэвид Лоури подписал контракт в качестве режиссёра, сценарий он написал в соавторстве с Тоби Халбруксом. Ранее пара работала вместе над ремейком фильм «Дракон Пита». Джим Уитакер будет выступать в качестве продюсера проекта.
В феврале 2018 года Уитакер заявил, что сценарий вступает в ранние стадии разработки. Он также объяснил, что фильм будет основан на реализме, хотя это также будет «большое, захватывающее приключение». К октябрю того же года был завершён четвёртый черновик сценария вместе с пятым. Лоури заявил, что «приоритет номер один — это правильное выполнение сценария». Режиссёр уточнил, что проект является личным для него, так как он является поклонником оригинала, признавая, что он «мучался над каждой маленькой деталью». Он подтвердил, что современная адаптация должна будет изменить элементы, чтобы избежать расовых стереотипов, присутствующих в оригинальном фильме.
В декабре 2019 года Лоури заявил, что на тот момент он и Хэлбрукс написали дополнительный «черновик с половиной», добавив, что у него должно быть «ещё несколько черновиков», прежде чем он будет готов к съёмкам. Он описал работу над фильмом как «сложную» как из-за его личной любви к оригинальному фильму, так и из-за его популярности среди поклонников. Он также считает, что ему пришлось оправдать существование фильма из-за разработки других фильмов о Питере Пэне, а также «справедливости по отношению к исходному материалу». Режиссёр заявил, что мировоззрение, которое есть у него и студии, таково: «[если] это должно быть сделано, это должно быть сделано правильно». Сравнивая свою работу над Питером Пэном с «Драконом Пита», режиссёр заявил, что последний был менее стрессовый, так как оригинал был «подрадарным фильм Disney» с небольшим количеством продолжентй, что дало ему больше творческой свободы. К 2020 году фильм официально назывался «Питер Пэн и Венди». Джо Рот присоединился к производственной команде фильма в качестве дополнительного продюсера.

### Кастинг
В марте 2020 года сообщалось, что Александр Молони и Эвер Андерсон получили роли Питера Пэна и Венди Дарлинг соответственно. К июлю того же года Джуд Лоу вступил в ранние переговоры о роли капитана Джеймса Крюка. Лоу был утверждён в сентябре, когда было объявлено, что Яра Шахиди будет играть Динь-Динь. В октябре 2020 года было подтверждено, что Алисса Вапанатанк сыграет Тигровую Лилию. В январе 2021 года Джим Гэффиган присоединился к актёрскому составу в роли мистера Сми. 16 марта 2021 года было объявлено, что Алан Тьюдик, Молли Паркер, Джошуа Пикеринг и Якоби Джуп сыграют мистера Дарлинга, миссис Дарлинг, Джона Дарлинга и Майкла Дарлинга соответственно, когда официально начались съёмки.

### Съёмки
Производство фильма началось в Ванкувере, Британская Колумбия. Первоначально съёмки должны были начаться 17 апреля 2020 года и завершиться в августе 2020 года, но они были отложены из-за пандемии COVID-19. Позднее съёмки начались 16 марта 2021 года. Дополнительные съёмки состоялись на полуострове Бонависта в Ньюфаундленде и Лабрадоре в августе 2021 года. Пересъёмки проходили в Ванкувере со 2 по 8 февраля 2022 года.

### Визуальные эффекты
Визуальные эффекты обработаны Framestore и DNEG.

## Маркетинг
28 февраля 2023 года на канале Disney в YouTube был опубликован тизер-трейлер фильма. В первые сутки после публикации ролик получил 23 тысячи лайков против 119 тысяч дизлайков и негативные комментарии. 11 апреля опубликован полноценный трейлер. За неделю до премьеры Disney опубликовал два ролика, посвящённых антагонисту капитану Джеймсу Крюку. В роликах содержатся не только кадры из фильма, но и элементы интервью с создателями картины.

## Релиз
Изначально фильм планировалось выпустить на сервисе Disney+, но потом объявили, что фильм выйдет в кинотеатрах. В декабре 2020 года было объявлено, что фильм всё же выйдет на Disney+ из-за пандемии COVID-19. Фильм вышел 28 апреля 2023 года.

## Реакция

### Аудитория
Согласно стриминг-агрегатору Reelgood, фильм был седьмой по популярности программой на всех платформах в течение недели с 27 апреля 2023 года и 10-й в течение недели с 4 мая 2023 года. Согласно TV Time от Whip Media, фильм был вторым по популярности фильмом на всех платформах в США в течение недели с 30 апреля 2023 года и 4-м в течение недели с 5 мая 2023 года. По данным стримингового агрегатора JustWatch, фильм был девятым по популярности фильмом на всех платформах в США в течение недели с 7 мая 2023 года.

### Критика
На «Rotten Tomatoes» фильм имеет рейтинг 62 % со средней оценкой 6,1 из 10. Консенсус сайта гласит: «Обязательная верность „Питера Пэна и Венди“ анимационной классике не позволяет ему достичь нирваны Нетландии, но задумчивое направление Дэвида Лоури придаёт этому представлению немного собственной магии», зрители поставили фильму оценку в 11 %. «Metacritic», дал фильму оценку 61 из 100, основанную на 33 отзывах, что указывает на «в целом благоприятные отзывы», зрительская оценка при этом составляет 1,4 из 10.